# Freek Bellaard
Freek Bellaard (Dordrecht, 27 augustus 1930 –  13 juli 1992) was een Nederlands voetballer die uitkwam voor DVV Fluks en D.F.C.. 

## Loopbaan

### Beginjaren
Vanuit de junioren kwam de achttienjarige Bellaard in 1948 in het eerste elftal van Fluks. Hij werd in het seizoen 1950/51 met de Dordtse club kampioen in de Derde klasse. In de Tweede klasse draaide de nieuwkomer vanaf het begin bovenin mee en eindigde als derde in het seizoen 1951/52.
Bellaard miste de seizoenstart in september 1952 omdat hij zijn militaire dienstplicht vervulde in Duitsland. Na de tweede plaats in het seizoen 1952/53, volgde in 1954 het kampioenschap. Fluks speelde promotiewedstrijden waarin HVC te sterk was.

### Leegloop Fluks
Door de invoering van het beroepsvoetbal en het mislopen van promotie, zag Fluks de beste spelers vertrekken. Met drie profclubs in Dordrecht (D.F.C., EBOH en Emma) was de concurrentie groot. Zo gingen Wim Landsmeer en de broers Eef en Wim Stolk naar Emma. Fluks maakte een lastig seizoen 1954/55 door en eindigde nog net boven de degradatiestreep. Bellaard vertrok daarna naar D.F.C. dat 2.250 gulden voor hem betaalde.

### D.F.C.
D.F.C. kwam in zijn eerste jaar 1955/56 uit in de Hoofdklasse B. Bellaard veroverde een vaste plaats in de voorhoede. De bovenste negen clubs van zowel de Hoofdklasse A als B plaatsten zich voor de nieuwe Eredivisie die in 1956 van start ging. D.F.C. eindigde samen met GVAV op de negende plaats. De beslissingswedstrijd, op 17 juni 1956 op het terrein van Alkmaar '54, verloor D.F.C. in de verlenging met 3-4 waardoor GVAV promoveerde en de laatste vrije plek in de Eredivisie innam.

### Nederland–B
Bellaard speelde zich in zijn debuutjaar bij D.F.C. in de kijker en werd gekozen, samen met teamgenoot Jan de Jager, in de voorselectie van het Nederlands elftal. Hij speelde op 7 april 1956 een interland voor Nederland–B. De thuiswedstrijd tegen het B-team van België eindigde in een 0-0 remise.

### D.F.C. mist Eredivisie
In het seizoen 1957/58 was D.F.C, net als twee jaar eerder, dicht bij de Eredivisie. In de Eerste divisie A eindigde de club uit Dordrecht samen bovenaan met Willem II. De kampioen zou promoveren maar opnieuw verloor D.F.C. de beslissingswedstrijd. Willem II won het kampioensduel op 7 juni 1958 met 3-1 in Stadion De Vliert in Den Bosch. Ook in 1960 streed D.F.C. om promotie. De club eindigde als tweede in de Eerste divisie B maar moest het in de nacompetitie afleggen tegen NOAD. 
Daarna bleef Bellaard, die van de voorhoede naar het middenveld verhuisde, met zijn club in de Eerste divisie uitkomen. Totdat in 1962 een reorganisatie werd doorgevoerd met als gevolg een inkrimping van de Eerste divisie. Als nummer negen moest D.F.C. terug naar de Tweede divisie.

### Tweede divisie
Ondanks de doorbraak van Jan Klijnjan kon D.F.C. geen hoge ogen gooien in de Tweede divisie. Bellaard, een van de routiniers, werd in het seizoen 1962/63 door trainer Jan Bens tijdelijk uit het elftal gezet.
Medio 1964 kreeg D.F.C. versterking van drie Feijenoorders: Rinus Bennaars, doelman Chris Feijt en Gerrie Kattestaart. De club pakte het kampioenschap maar verloor op 9 mei 1965 de promotiewedstrijd tegen SC Cambuur (2-6). D.F.C. kreeg nog een kans via de nacompetitie maar daarin ging de winst naar Xerxes.

### Afscheid
Een jaar later lukte het D.F.C. toch de Tweede divisie te ontstijgen. De derde plaats in de eindstand was voldoende voor directe promotie. Na elf seizoenen bij D.F.C. nam Bellaard op 35-jarige leeftijd afscheid. Hij ging daarna spelen bij vierdeklasser RCD. Hij kwam op 17 maart 1968 in het nieuws omdat hij een ernstige hoofdblessure opliep waardoor de wedstrijd van RCD werd gestaakt. Bellaard voetbalde als zestigjarige nog in het negende elftal van D.F.C.
Hij had een groentewinkel in Dordrecht, in navolging van zijn vader en groentekoopman Gerardus Bellaard.
Freek Bellaard overleed op 61-jarige leeftijd in 1992.

## Clubstatistieken
| Seizoen | Club   | Land      | Competitie              | Competitie | Competitie | Beker | Beker | Internationaal | Internationaal | Overig | Overig | Totaal | Totaal |
| Seizoen | Club   | Land      | Competitie              | Wed.       | Dlp.       | Wed.  | Dlp.  | Wed.           | Dlp.           | Wed.   | Dlp.   | Wed.   | Dlp    |
| ------- | ------ | --------- | ----------------------- | ---------- | ---------- | ----- | ----- | -------------- | -------------- | ------ | ------ | ------ | ------ |
| 1951/52 | Fluks  | Nederland | Tweede klasse B West II | 20         | 4          | –     | –     | 0              | 0              | 0      | 0      | 20     | 4      |
| 1952/53 | Fluks  | Nederland | Tweede klasse A West II | 18         | 8          | –     | –     | 0              | 0              | 0      | 0      | 18     | 8      |
| 1953/54 | Fluks  | Nederland | Tweede klasse B West II | 18         | 7          | –     | –     | 0              | 0              | 4      | 1      | 22     | 8      |
| 1954/55 | Fluks  | Nederland | Tweede klasse A West II | 20         | 5          | –     | –     | 0              | 0              | 0      | 0      | 20     | 5      |
| 1955/56 | D.F.C. | Nederland | Hoofdklasse B           | 31         | 8          | –     | –     | 0              | 0              | 1      | 0      | 32     | 8      |
| 1956/57 | D.F.C. | Nederland | Eerste divisie B        | 18         | 1          | 2     | 0     | 0              | 0              | 0      | 0      | 20     | 1      |
| 1957/58 | D.F.C. | Nederland | Eerste divisie A        | 26         | 0          | 3     | 0     | 0              | 0              | 1      | 0      | 30     | 0      |
| 1958/59 | D.F.C. | Nederland | Eerste divisie A        | 27         | 2          | 2     | 0     | 0              | 0              | 0      | 0      | 29     | 2      |
| 1959/60 | D.F.C. | Nederland | Eerste divisie B        | 32         | 3          | –     | 0     | 0              | 0              | 6      | 0      | 38     | 3      |
| 1960/61 | D.F.C. | Nederland | Eerste divisie A        | 28         | 1          | 4     | 1     | 0              | 0              | 0      | 0      | 32     | 2      |
| 1961/62 | D.F.C. | Nederland | Eerste divisie A        | 29         | 1          | 1     | 0     | 0              | 0              | 0      | 0      | 30     | 1      |
| 1962/63 | D.F.C. | Nederland | Tweede divisie B        | 18         | 0          | 3     | 0     | 0              | 0              | 0      | 0      | 21     | 0      |
| 1963/64 | D.F.C. | Nederland | Tweede divisie B        | 26         | 4          | 0     | 0     | 0              | 0              | 0      | 0      | 26     | 4      |
| 1964/65 | D.F.C. | Nederland | Tweede divisie B        | 23         | 0          | 0     | 0     | 0              | 0              | 4      | 0      | 27     | 0      |
| 1965/66 | D.F.C. | Nederland | Tweede divisie B        | 23         | 0          | 0     | 0     | 0              | 0              | 0      | 0      | 23     | 0      |
| Totaal  | Totaal | Totaal    | Totaal                  | 357        | 44         | 15    | 1     | 0              | 0              | 16     | 1      | 388    | 46     |